# 岡野行秀
岡野 行秀（おかの ゆきひで、1929年9月19日 - 2014年5月9日）は、日本の経済学者。位階は従四位。
専門は交通経済学。東京大学名誉教授、創価大学名誉教授。郵政研究所所長、道路経済研究所理事長等を歴任。道路経済研究所最高顧問兼参与。従四位。東京都出身。

## 略歴
- 1947年 - 旧制東京高等師範学校附属中学校（現・筑波大学附属中学校・高等学校）卒業
- 1950年 - 東京教育大学附属高等学校（現・筑波大学附属高等学校）卒業
- 1956年 - 東京大学経済学部卒業
- 1960年 - シカゴ大学大学院留学（1963年まで）
- 1964年 - 東京大学大学院経済学研究科博士後期課程単位取得退学
- 1964年 - 東京大学経済学部助手
- 1966年 - 同助教授
- 1976年 - 同教授
- 1990年 - 退官、創価大学経済学部教授。東京大学名誉教授
- 2005年 - 創価大学退職。創価大学名誉教授。[3]
- 2014年 - 多臓器不全のため死去。85歳没。歿日付で従四位。瑞宝中綬章受章。